# Franz Josef Arnold
Franz Josef Arnold, auch Franz J. Arnold, (* 18. Januar 1888 in Aussig; † 15. Februar 1962 in Pasching) war ein deutsch-böhmischer Architekt, der von 1920 bis 1945 als Stadtarchitekt und Leiter der Bauabteilung in der Stadtverwaltung von Ústí nad Labem / Aussig wirkte. Zusammen mit Ernst Krob schuf er eine Reihe von Gebäuden und Wohnbauten im Stil des Neuen Bauens, die das Stadtbild maßgeblich beeinflussten.

## Leben und Wirken
Franz J. Arnold wurde als Sohn des Händlers Franz Joseph Arnold in Aussig geboren. Nach einer Maurerlehre besuchte er vier Jahre die k. k. Staatsgewerbeschule in Brünn, die er mit dem Abitur abschloss. Danach studierte er von 1912 bis 1914 an der Dresdner Kunstakademie, u. a. im Architekturatelier von German Bestelmeyer.
Während des Ersten Weltkriegs diente Arnold in der österreichischen Armee und wurde verwundet. Nach der Heilung kehrte er nach Aussig / Ústí n. L. zurück und setzte seine Studien fort. Er beendete seine Ausbildung, ohne einen akademischen Grad zu erwerben. Seit Mitte der 1920er Jahre war er Mitglied der Gemeinschaft deutscher Architekten in der Tschechoslowakischen Republik und verwendete entsprechend den Zusatz „Architekt G. D. A“. In den 1920er Jahren war er auch Mitglied des Metznerbundes (Vereinigung deutscher bildender Künstler in der Tschechoslowakischen Republik, benannt nach dem Bildhauer Franz Metzner), der von 1920 bis 1945 bestand.
Nach 1918 legte Franz J. Arnold die Baumeisterprüfung ab, um in den öffentlichen Dienst eintreten zu können. Innerhalb des Stadtrats von Aussig / Ústí n. L. wurde er Baurat und Baukommissar, Stadtarchitekt und Leiter des Bauamts der Stadt, in der Leopold Pölzl von 1919 bis 1938 sozialdemokratischer Bürgermeister war. Nach der Umstrukturierung des Bauamts im Jahr 1934 leitete er eine spezielle Abteilung für städtische Neubauten. In den Kriegsjahren 1940–1944 leitete er (unter dem Bürgermeister Franz Czermak) das Hochbauamt. Sein Aufgabenbereich umfasste u. a. den Entwurf und die detaillierte Gestaltung von städtischen Neubauten und die Sanierung von Bauten sowie die Erstellung von Berichten, Budgets und die Bewertung von Bauarbeiten, einschließlich Vergabe der Arbeits- und Bauleistungen. Die Abteilung befasste sich auch mit Denkmalpflege.
Nach dem Zweiten Weltkrieg wurde er wegen seiner deutschen Herkunft aus der Tschechoslowakei vertrieben. Unmittelbar nach dem Massaker von Aussig verließ Arnold mit seiner Familie im August 1945 sein Haus (Ústí n. L.-Klíše, Lesní cesta 264/3) und emigrierte nach Österreich. Zwischen 1946 und 1952 arbeitete er als Baurat in Wiener Neustadt, danach kurze Zeit in Eisenstadt und seit 1952 wieder als Oberbaurat in Gmunden. Franz J. Arnold starb 1962 in Pasching bei Linz.

### Zusammenarbeit mit Ernst Krob
Ernst Krob (* 1887 in Brunnersdorf; † 1954 in Regensburg) besuchte das Gymnasium in Kaaden und studierte danach Bauingenieurwesen an der Deutschen Technischen Hochschule Prag, wo er 1918 promovierte, und arbeitete von 1914 bis 1945 im Bauamt der Stadt Aussig / Ústí n. L. Nach der Vertreibung arbeitete er als Lehrer und Dozent in Regensburg.
Als Stadtarchitekt von Aussig arbeitete Arnold bei vielen in den Stadtteilen Kleische / Klíše und Schönpriesen / Krásné Březno ausgeführten Bauten mit Ernst Krob als Baudirektor der Stadt zusammen. Prouza bezeichnet diese Bauten des kommunalen Wohnungsbaus im Aussig der Jahre 1918–1938 als „deutsche sozialdemokratische Architektur“. Diese sozialdemokratische Ausrichtung der Stadt Ústí n. L. / Aussig ist mit dem „Roten Wien“ vergleichbar. Vorbilder für diese kommunalen Wohnbauten waren offensichtlich der Karl-Marx-Hof von Karl Ehn in Wien-Döbling, die Großsiedlung Trachau von Hans Richter in Dresden-Trachau und die Siedlung Schillerpark von Bruno Taut in Berlin-Wedding, die heute alle unter Denkmalschutz stehen. Prouza schlägt daher vor, auch diese Wohnbauten in Ústí nad Labem (oder Teile davon) unter Denkmalschutz zu stellen.

## Werk

### Bauten in Aussig / Ústí nad Labem
- 1919–1922: kommunale Wohnbebauung (Block A, B, C und D) Nr. 1748–1768 und Klíše Nr. 247–251, Ústí n. L., Palachova, U nemocnice, Pasteurova, Resslova und Šaldova / Palachova (zusammen mit Ernst Krob)[7]
- 1927–1928: kommunale Wohnbauten in Aussig Nr. 443–450, Ústí n. L.-Klíše, Klíšská[8]
- 1927–1929: Wohnhäuser für Angestellte der Städtischen Elektrizitätswerke Nr. 479–482, Ústí n. L.-Klíše, U panského dvora / Klíšská
- 1928: Gebäude der Sparkasse Aussig (Mehrfunktionshaus), Ústí n. L., Masarykova 486/143[9]
- 1929–1930: Wohnhaus mit Madonna (zusammen mit Erich Breindl), Ústí n. L., Masarykova 1971/79[10]
- 1931–1932: Deutsches Mädchen-Reform-Realgymnasium, jetzt Medizinische Fachschule (Zdravotnická škola), Ústí n. L.-Klíše, Palachova 700/35[11]
- 1931–1933: Pawlatschen- oder Laubenganghäuser (S-Häuser) Nr. 704–711, Ústí n. L.-Klíše, Na Vlnovce 1, 3, 5, 7 und Mezidomí 1–4[12]
- 1933 (zusammen mit Ernst Krob): kommunale Wohnhäuser, Ústí n. L.-Klíše, Na Popluží, Klíšská[13]
- 1926–1936: kommunale Wohnbauten, Ústí n. L.-Krásné Březno, Husova, 1. máje, Vojanova und Matiční
- 1931–1937 (zusammen mit Ernst Krob): Chirurgische Abteilung des Bezirkskrankenhauses, Ústí n. L., Pasteurova 1500/9 (2013 abgebrochen; heute Campus der Jan-Evangelista-Purkyně-Universität Ústí nad Labem (UJEP))[14]
- 1937–1939: Aussiger Sparkasse, jetzt Česká spořitelna (Tschechische Sparkasse), Ústí n. L., Mírové náměstí 2/5[15]

### Nicht ausgeführte Entwürfe
- 1919: Krematorium Ústí nad Labem
- 1919: Hauptbahnhof Ústí nad Labem
- 1919: Galerie Ústí nad Labem
- 1919: Ausstellungshalle Ústí nad Labem
- 1920: Kaffeehaus im Aussiger Stadtpark
- 1920: Hotel an der Ecke Revoluční / Velké Hradební (Hier wurde stattdessen 1928–1929 der Adria-Palast von Friedrich Lehmann errichtet.)
- 1924: Eingangstor zum Ausstellungsgelände
- 1934: Neubau des Rathauses und Umgestaltung des Stadtzentrums[16]

### Galerie der kommunalen Bauten 1919–1939

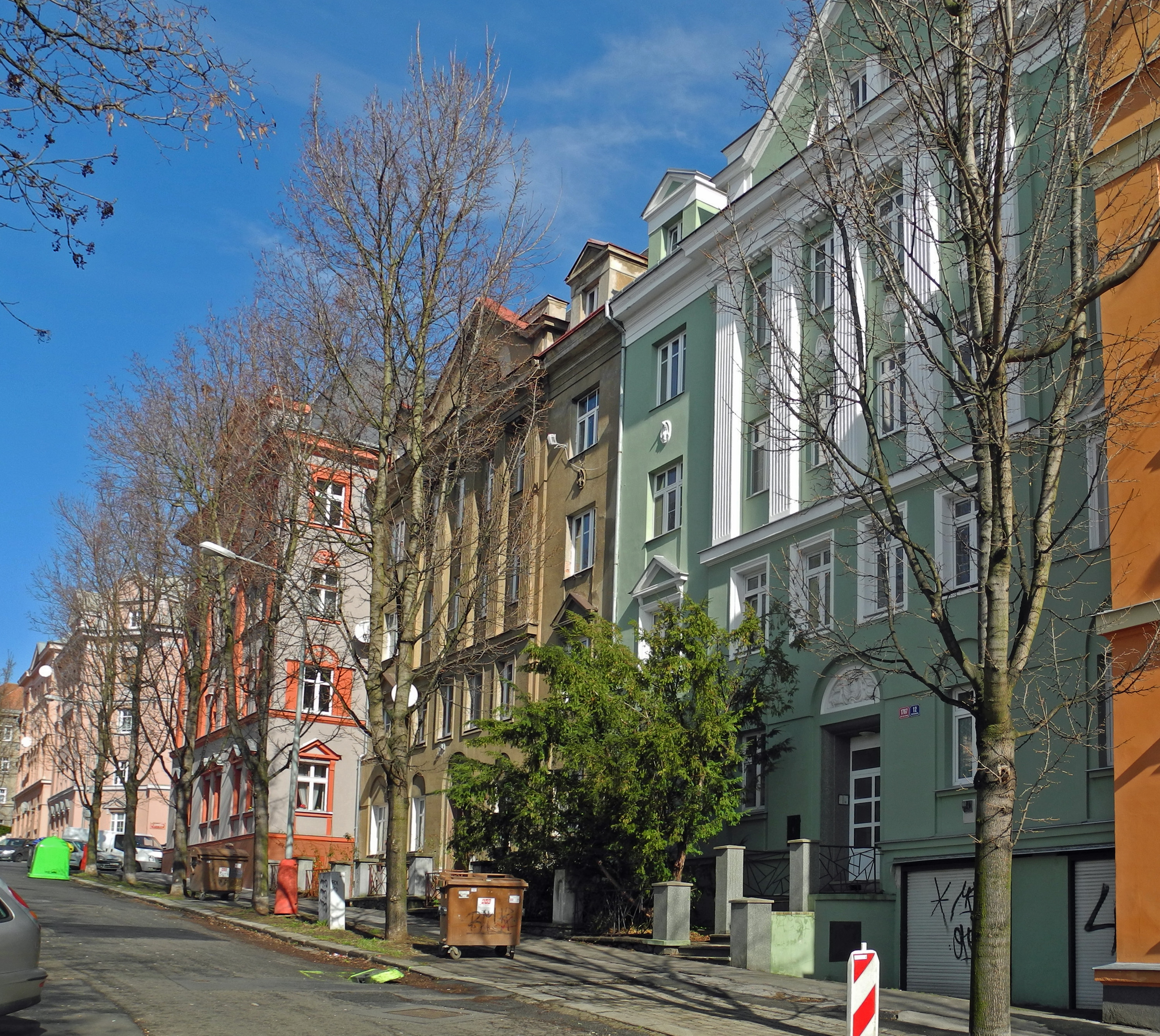
Wohnbebauung, Ústí n. L., Pasteurova
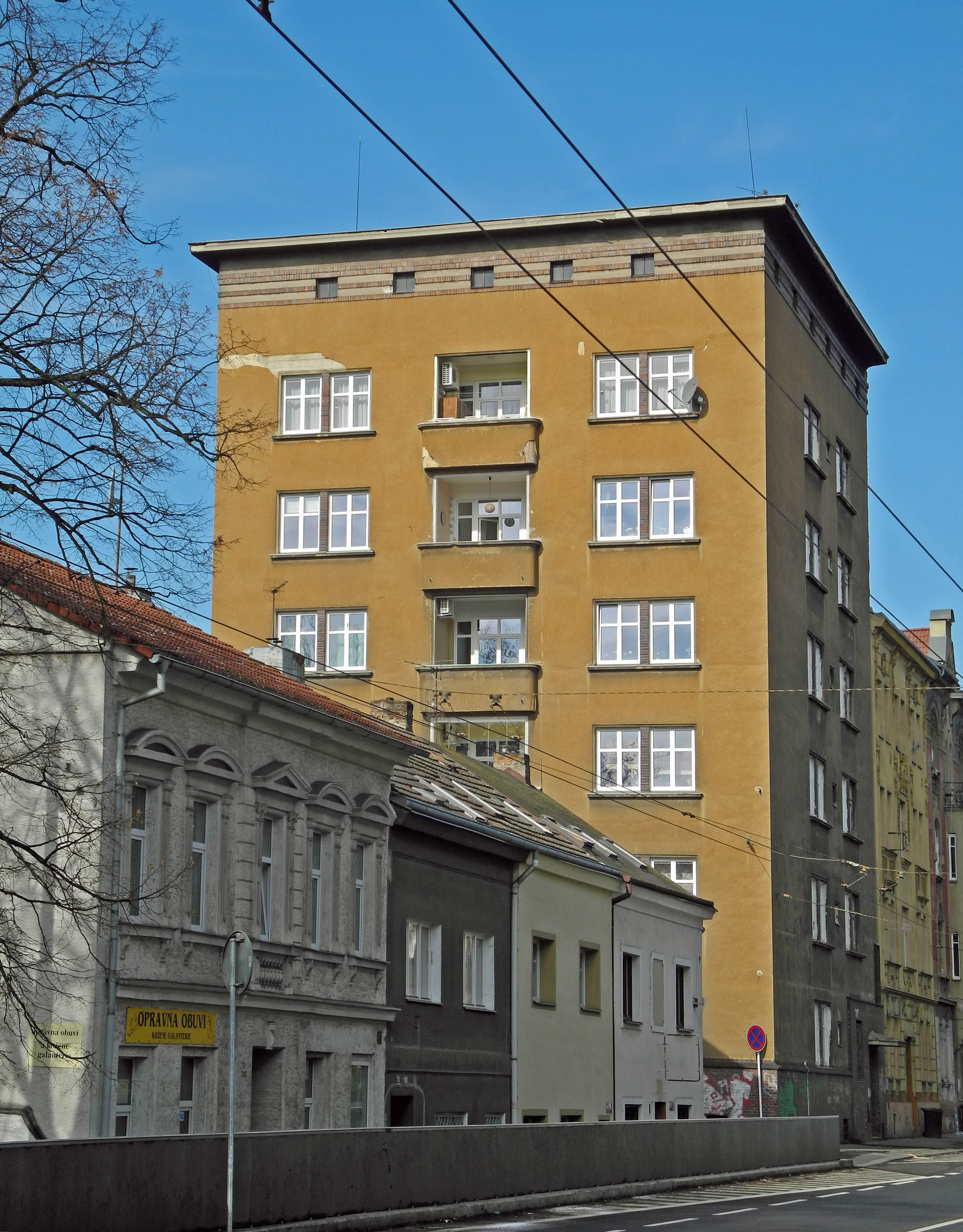
Wohnhaus mit Madonna, Ústí n. L., Masarykova
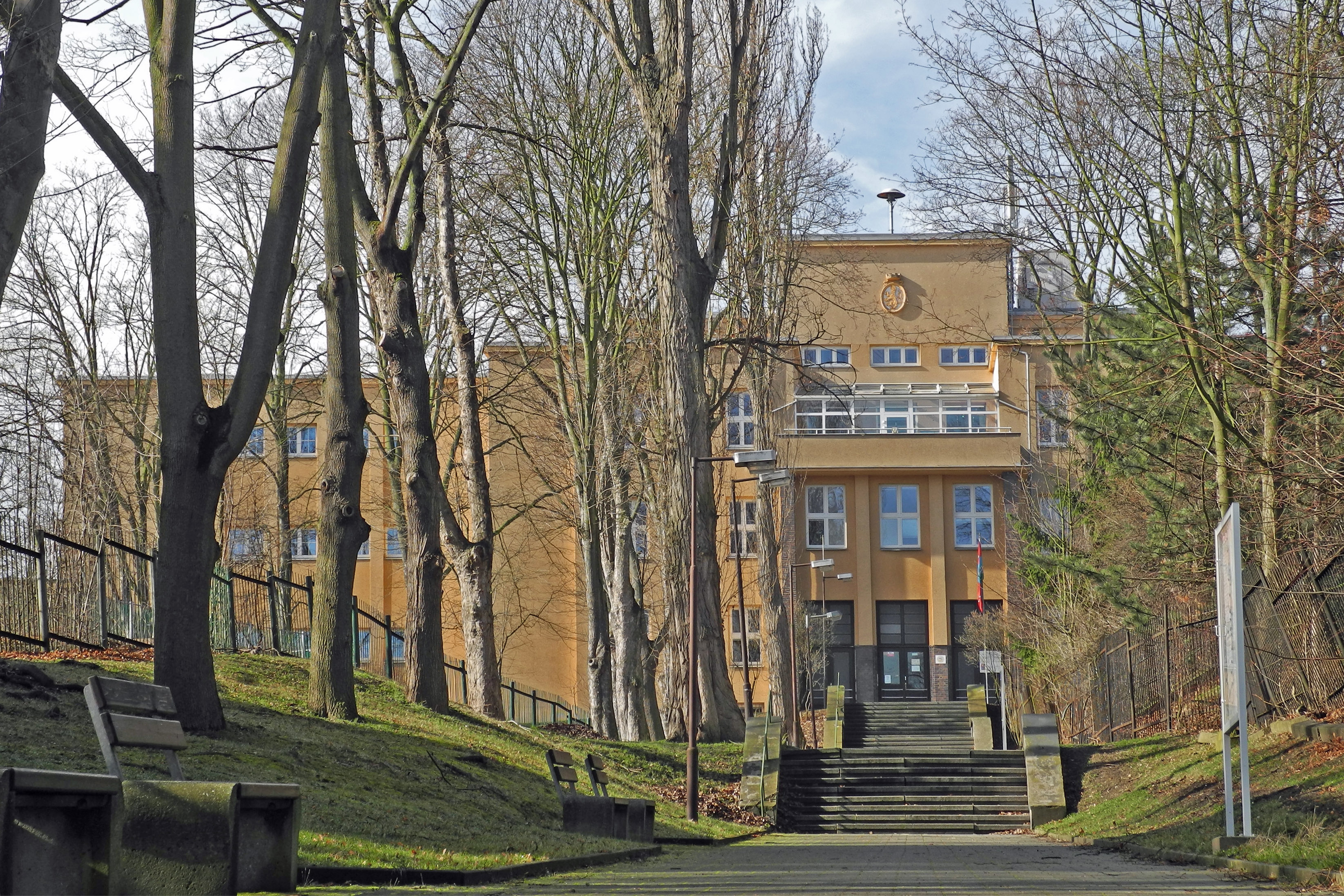
Deutsches Mädchen-Reform-Realgymnasium
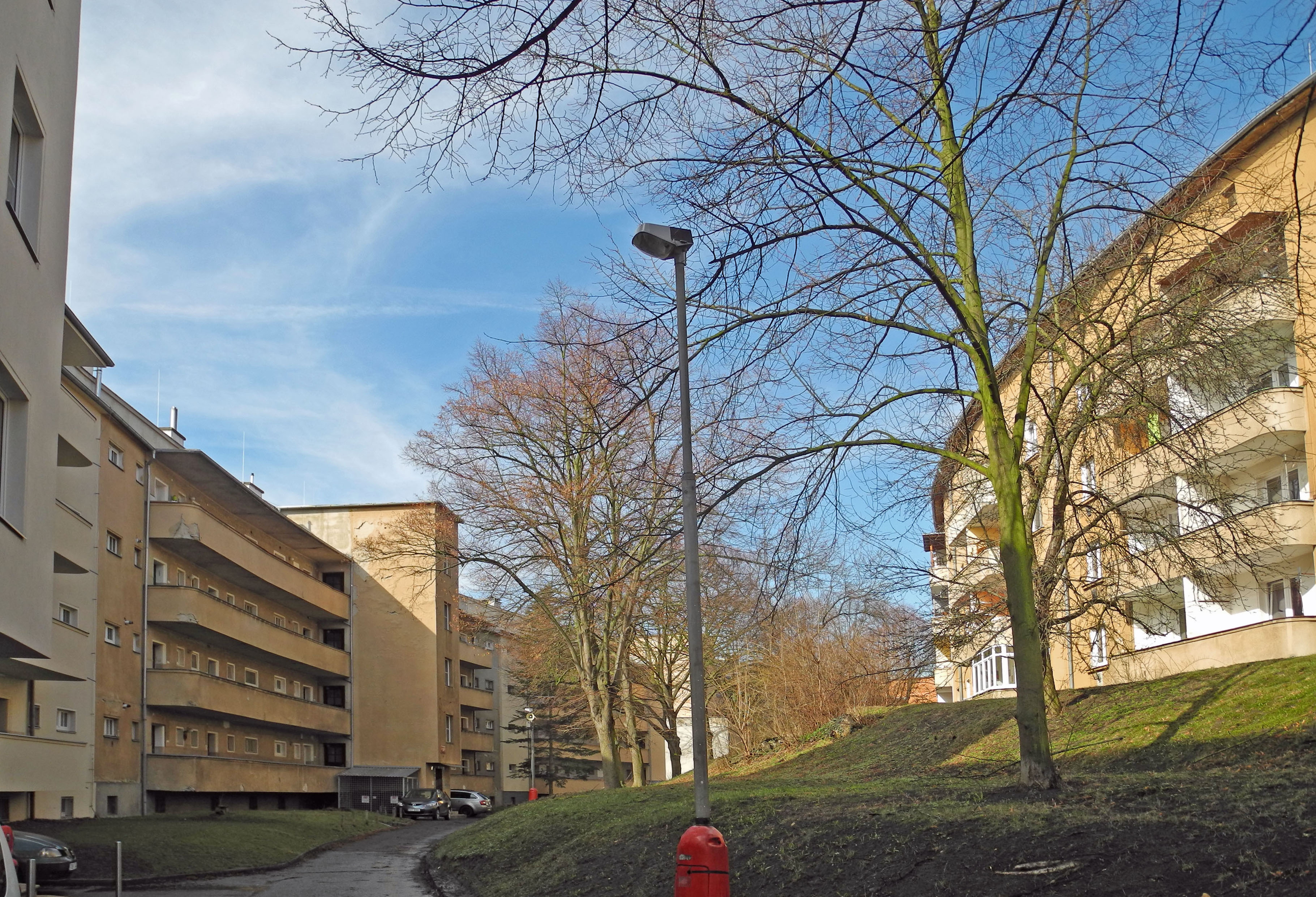
Pawlatschenhäuser, Ústí n. L.-Klíše
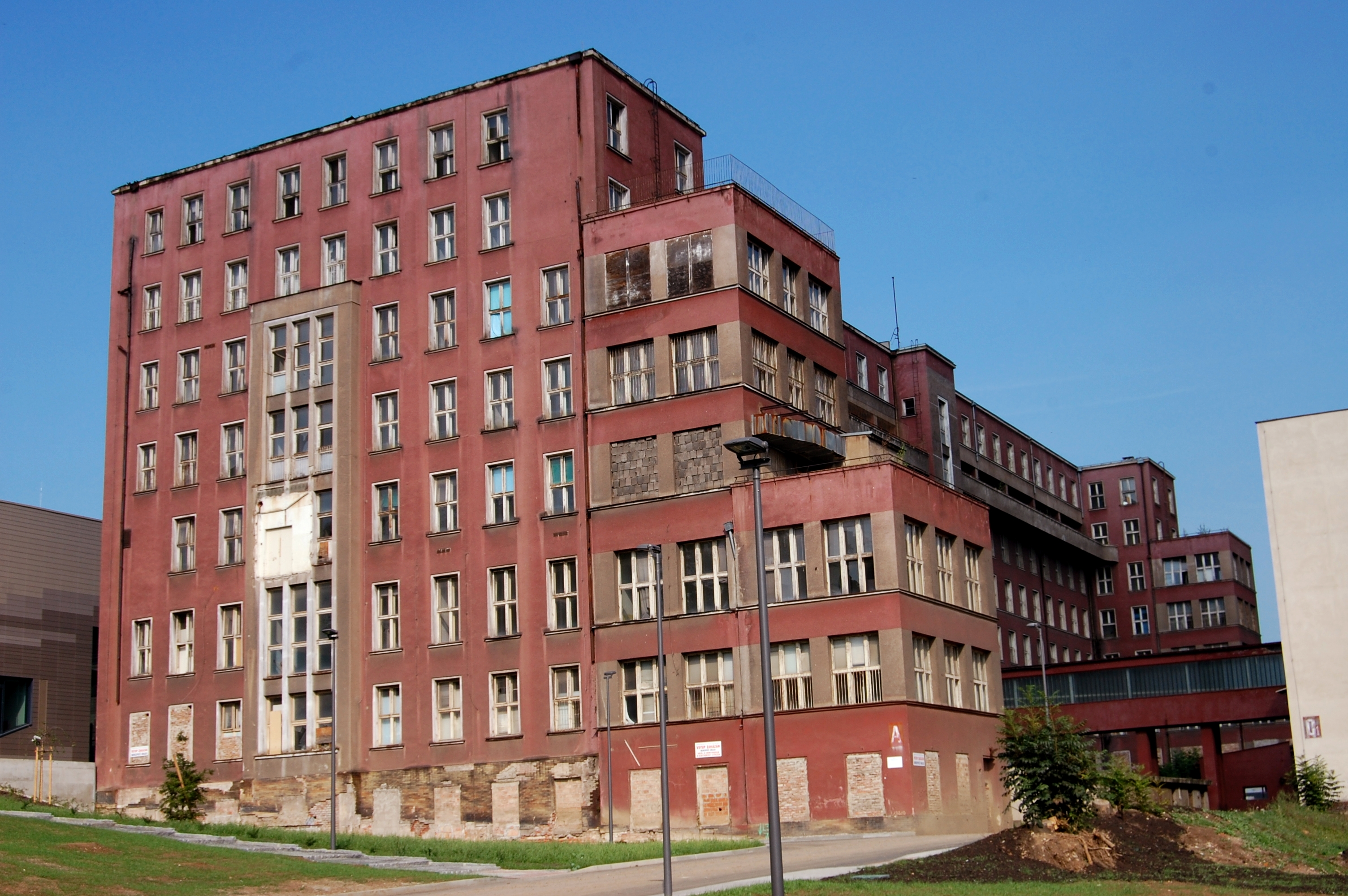
Bezirkskrankenhaus
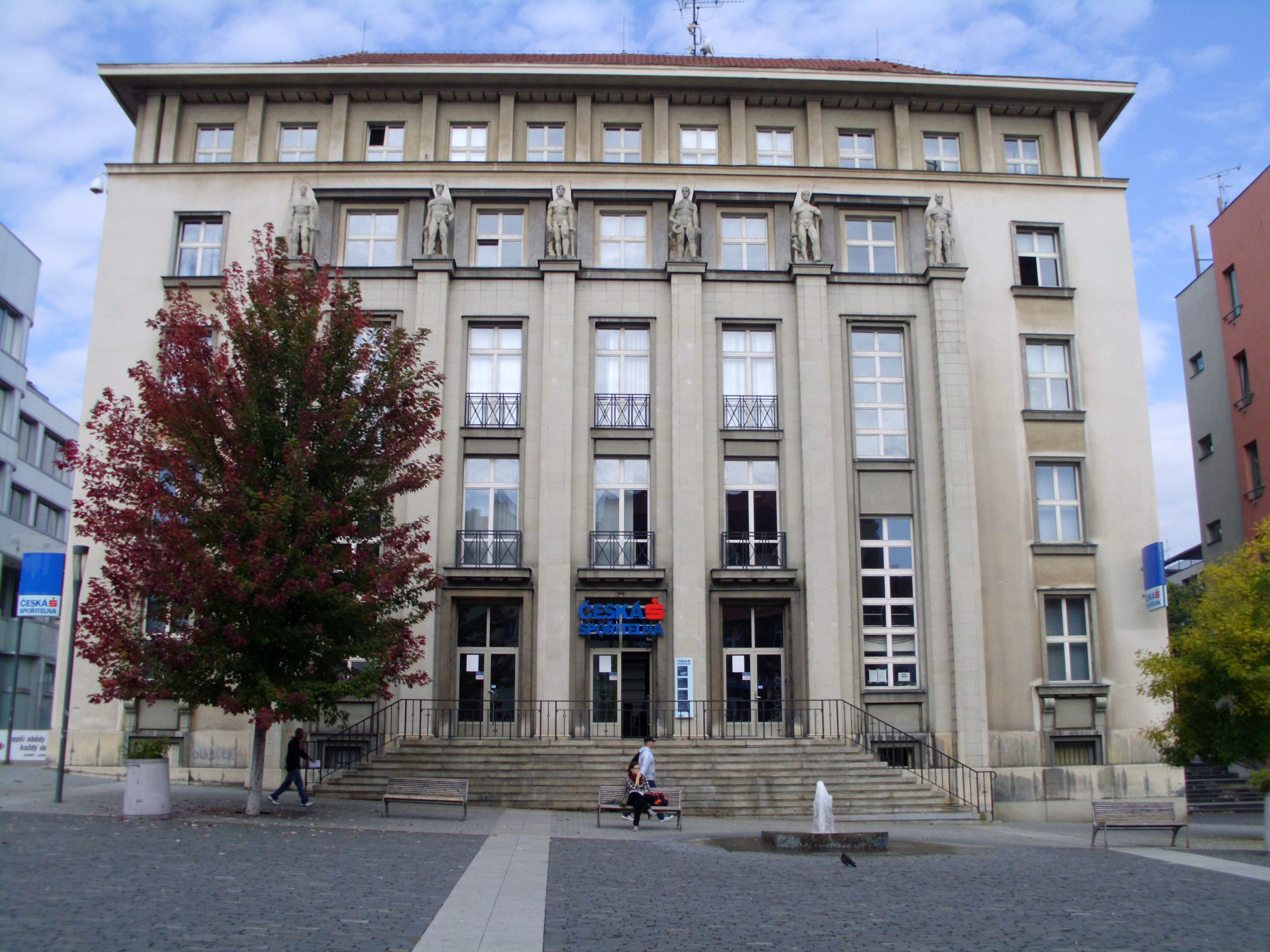
Sparkasse, Ústí n. L., Mírové nám.